# Young Africans SC
Young Africans Sports Club, conhecido localmente como Yanga, é um clube de futebol profissional tanzaniano com sede em Dar es Salaam , fundado em 1935 .
Tem como maior rival o Simba Sports Club e manda seus jogos no Estádio Memorial Karume que tem capacidade para 5.000 pessoas.
O clube é um dos dois maiores times de futebol da Tanzânia. As cores do time são amarelo, verde e preto. O clube é o mais vitorioso nacionalmente tendo 24 títulos do campeonato nacional e 4 títulos da copa nacional.

## Títulos
- Liga da Tanzânia de Futebol: (30)

1968, 1969, 1970, 1971, 1972, 1974, 1981, 1983, 1987, 1991, 1996, 1997, 2000, 2005, 2006, 2007–08, 2008–09, 2010–11, 2012–13, 2014–15, 2015–16, 2016–17, 2021-22, 2022-23, 2024-25
- Copa da Tanzânia de Futebol : 4

1975, 1994, 1999, 2015-2016
- Copa Interclubes da CECAFA : 5

1975, 1993, 1999, 2011 , 2012